# زیارتی
زیارتی روستایی در دهستان تفتان جنوبی بخش مرکزی شهرستان تفتان استان سیستان و بلوچستان ایران است.

## جمعیت
بر پایه سرشماری عمومی نفوس و مسکن در سال ۱۳۹۵ جمعیت این روستا ۱۶۱ نفر (۵۵خانوار) بوده‌است.